# 陶德·希爾頓
陶德·林恩·希爾頓（英語：Todd Lynn Helton，1973年8月20日—），前美國職業棒球大聯盟球員，職司一壘。出生于田纳西州诺克斯维尔，1997年加盟大聯盟，以準確的判斷力見稱，擁有高上壘率。1999年6月19日首次打出完全打擊。在2007年球季，達成連續十年打出超過35支二壘安打之紀錄。
希爾頓的17年職業生涯皆效力於科羅拉多落磯隊，是21世紀以來少有的「從一而終」的球員。他並保有洛磯隊隊史多項打擊紀錄。2024年，希爾頓獲選為美國棒球名人堂成員。

## 早年
希爾頓生於田納西州的諾克斯維爾。高中時期打過學校的美式足球及棒球。
大學時間在田納西大學參與美式足球及棒球比賽。大學第一年即成為田納西大學的當家四分衛，但是他的位置在隔年被培頓·曼寧（日後的NFL明星球員）取代。之後，希爾頓決定專心於棒球運動。1993年，科羅拉多洛磯、佛羅里達馬林魚加入國家聯盟，為當時大聯盟最年輕的球團。希爾頓在1995年選秀會中被洛磯以第一輪第8順位選中，並在同年7月1日正式簽約加盟洛磯隊。

## 職業生涯

### 初期
1997年8月2日首次在大聯盟上陣對上匹茲堡海盜隊，但最後洛磯隊以6比5輸球。1997年球季結束希爾頓打出了.280打擊率、上壘率.337以及.484的長打率。1998年洛磯隊原本的一壘手安德列斯·賈拉拉加被交易至亞特蘭大勇士隊，使得希爾頓逐漸站穩先發一壘手的位置。
1998年球季希爾頓在152場出賽中打出了.315/.380/.530（打擊率，上壘率，長打率）25支全壘打、97分打點領先了全聯盟的新秀。自1972年以來只有4位國家聯盟球員在新人完整的球季就打出了25發以上的全壘打，希爾頓是其中一位，而當中只有皮亞薩的打點成績(112)超越希爾頓。在年度最佳新人獎票選中希爾頓只僅次於芝加哥小熊隊的伍德，得到了第二名。
1999年希爾頓繳出了.320/.395/.587(打擊率，上壘率，長打率)的成績，也創下了同時擁有35支全壘打、113分打點、68次保送的紀錄。該年6月19日洛磯隊在主場迎戰佛羅里達馬林魚隊的比賽，希爾頓打出了生涯第一次的完全打擊，該場比賽落磯以10:2戰勝馬林魚。同年洛磯隊與希爾頓完成了一紙3年總值1,200萬美金的合約。

### 中期
2000年球季，希爾頓可以說是打出他生涯最佳的成績，領先全大聯盟的.372打擊率、147分打點、59支二壘安打、103支長打、長打率.698、以及OPS 1.162的成績，同時216支安打.463上壘率也領先了全國家聯盟，在主場平均打擊率.391是全聯盟中最好的、.353的客場打擊率在國家聯盟也排名第3。希爾頓的單季103支長打在國家聯盟中與其他4位球員並列史上第2多的。他領先國家聯盟的打擊率、上壘率、長打率，讓他成為洛磯隊史第二位「三冠王」，前一位是1999年的賴瑞·沃克。
希爾頓成為國家聯盟史上第四位同時拿下國聯打擊王以及打點王的球員。也是史上第5位單季至少200支安打、100支長打、40支全壘打、100分打點，100次保送的球員。
2000年，希爾頓參加了他生涯第一次的全明星賽，還得到了5月及8月份的單月最佳球員的殊榮，在年度最有價值球員票選中獲得了第5名，然而，美聯社，體育新聞，美國棒球及棒球月刊皆認為希爾頓為該年的年度最有價值球員(MVP)。由於希爾頓的成績傲人，洛磯隊在希爾頓還未到合約年的2001年4月時便與他完成了續約，合約期間為2003年至2011年，總值1億4,150萬美金，自第一份合約結束之後的2003年起開始生效。
2001年球季，希爾頓打出了職業生涯最多的單季49發全壘打(其中的22發甚至飛出了庫爾斯球場)，49支全壘打與隊友沃克並列隊史單季最多全壘打的球員。此外，.336打擊率、.432上壘率和.685長打率使他成為美國職棒大聯盟史上第一位達成連續兩個球季至少100支長打的球員。優異的表現也使他連續兩年入選全明星賽，並第一次擔任國聯明星隊的先發一壘手。同時也第一次獲得了國聯一壘手金手套獎的肯定，也讓希爾頓再次成為了MVP的熱門人選，不過在票選中又輸給了薩米·索薩以及貝瑞·邦茲。
2002年，希爾頓打出了.329打擊率、30支全壘打、109分打點、98次保送的成績，該年5月他繳出了.347打擊率、6支二壘安打、1支三壘安打和28分打點使他被評選為單月最有價值球員，也獲得了連續三次入選明星賽及連續二次擔任國聯明星隊先發一壘手的機會，並獲得生涯第二座一壘手金手套獎。
2003年，希爾頓與聖路易紅雀隊的亞伯特·普荷斯角逐打擊王的寶座，最終希爾頓以些微的差距(.35849)敗給了普荷斯(.35871)。而在該年4月份希爾頓就打出了.337打擊率、6支全壘打、27分打點、11支二壘安打、24次保送。同時又再度入選了明星賽，球季結束後有.358打擊率、33支全壘打、117分打點、49支二壘安打、5支三壘安打。
2004年球季，希爾頓.347打擊率、32支全壘打、96分打點，使他成為國聯史上第一位連續7個完整的球季繳出至少.315打擊率、25支全壘打、95分打點的球員。同時希爾頓也達成連續6個球季至少30發全壘打的紀錄。並且連續五度入選明星賽，獲得生涯第三座金手套獎項。
2005年，希爾頓在7月26日至8月9日因為左小腿肌肉拉傷生涯第一次進入傷兵名單。雖然自1999年以來希爾頓首度無法入選明星賽，但是球季結束後他仍然繳出了.320打擊率、20發全壘打、79分打點的成績。
2006年，希爾頓從4月20日至5月4日都待在傷兵名單內，原因是罹患急性迴腸炎。

## 退役
2013年9月14日，希爾頓宣布自己將在季後引退。洛磯球團在9月25日賽前為他舉行了歡送典禮。當天，他對紅襪隊打出了全壘打，且有3分打點。
2014年8月17日，洛磯隊在賽前儀式上正式將希爾頓的17號球衣退休，為洛磯隊隊史第一人。
2022年4月9日，洛磯球團宣布希爾頓將擔任總管特別助理。

## 評價
- 落磯總經理丹·奧多德（英语：Dan O'Dowd）：「希爾頓之於我們，就如同小瑞普肯（之於金鶯）、帕基特（雙城）、關恩（教士）或者布瑞特（皇家）。這就是他的地位。」

## 事件及爭議
- 2013年2月7日，警方在科羅拉多道上發現一輛不正常行駛的貨卡車，上前盤查後發現駕駛為希爾頓。經檢測後發現希爾頓的酒測值超過當地法律所規定的標準，全案已交由當地檢察官調查處理。[5]

## 生涯成績
| 賽季年 | 球團 | 出賽場次 | 打席  | 打數  | 得分  | 安打  | 二壘打 | 三壘打 | 全壘打 | 打點  | 盜壘 | 盜壘失敗 | 保送  | 三振  | 打擊率 | 上壘率 | 長打率 | 攻擊指數 |
| 1997   | COL  | 35       | 101   | 93    | 13    | 26    | 2      | 1      | 5      | 11    | 0    | 1        | 8     | 11    | .280   | .337   | .484   | .821     |
| 1998   | COL  | 152      | 595   | 530   | 78    | 167   | 37     | 1      | 25     | 97    | 3    | 3        | 53    | 54    | .315   | .380   | .530   | .911     |
| 1999   | COL  | 159      | 656   | 578   | 114   | 185   | 39     | 5      | 35     | 113   | 7    | 6        | 68    | 77    | .320   | .395   | .587   | .981     |
| 2000   | COL  | 160      | 697   | 580   | 138   | 216   | 59     | 2      | 42     | 147   | 5    | 3        | 103   | 61    | .372   | .463   | .698   | 1.162    |
| 2001   | COL  | 159      | 696   | 587   | 132   | 197   | 54     | 2      | 49     | 146   | 7    | 5        | 98    | 104   | .336   | .432   | .685   | 1.116    |
| 2002   | COL  | 156      | 667   | 553   | 107   | 182   | 39     | 4      | 30     | 109   | 5    | 1        | 99    | 91    | .329   | .429   | .577   | 1.006    |
| 2003   | COL  | 160      | 703   | 583   | 135   | 209   | 49     | 5      | 33     | 117   | 0    | 4        | 111   | 72    | .358   | .458   | .630   | 1.088    |
| 2004   | COL  | 154      | 683   | 547   | 115   | 190   | 49     | 2      | 32     | 96    | 3    | 0        | 127   | 72    | .347   | .469   | .620   | 1.088    |
| 2005   | COL  | 144      | 626   | 509   | 92    | 163   | 45     | 2      | 20     | 79    | 3    | 0        | 106   | 80    | .320   | .445   | .534   | .979     |
| 2006   | COL  | 145      | 649   | 546   | 94    | 165   | 40     | 5      | 15     | 81    | 3    | 2        | 91    | 64    | .302   | .404   | .476   | .880     |
| 2007   | COL  | 154      | 682   | 557   | 86    | 178   | 42     | 2      | 17     | 91    | 0    | 1        | 116   | 74    | .320   | .434   | .494   | .928     |
| 2008   | COL  | 83       | 361   | 299   | 39    | 79    | 16     | 0      | 7      | 29    | 0    | 0        | 61    | 50    | .264   | .391   | .388   | .779     |
| 2009   | COL  | 151      | 645   | 544   | 79    | 177   | 38     | 3      | 15     | 86    | 0    | 1        | 89    | 73    | .325   | .416   | .489   | .904     |
| 2010   | COL  | 118      | 473   | 398   | 48    | 102   | 18     | 1      | 8      | 37    | 0    | 0        | 67    | 90    | .256   | .362   | .367   | .728     |
| 2011   | COL  | 124      | 491   | 421   | 59    | 127   | 27     | 0      | 14     | 69    | 0    | 1        | 59    | 71    | .302   | .385   | .466   | .850     |
| 2012   | COL  | 69       | 283   | 240   | 31    | 57    | 16     | 1      | 7      | 37    | 1    | 1        | 39    | 44    | .238   | .343   | .400   | .743     |
| 2013   | COL  | 124      | 442   | 397   | 41    | 99    | 22     | 1      | 15     | 61    | 0    | 0        | 40    | 87    | .249   | .314   | .423   | .738     |
| 17年   | 17年 | 2,247    | 9,453 | 7,962 | 1,401 | 2,519 | 592    | 37     | 369    | 1,406 | 37   | 29       | 1,335 | 1,175 | .316   | .414   | .539   | .953     |

格式說明：當年數據領先於所屬聯盟者，以粗體示。領先大聯盟者，另外以斜體加粗表示。

### 特殊成就
- 生涯上壘率第10（.430）
- 5次出選明星賽（2000年-2004年）
- 4次國聯一壘手銀棒獎（2000-2003年）
- 4次單月最佳球員(2000年5月、2000年8月、2002年5月2003年4月)
- 3次國聯金手套獎（2001年、2002年、2004年）
- 國家聯盟打擊王（2000年）
- 國家聯盟打點王 (2000年)
- 國家聯盟最多二壘安打(2000年，與Chuck Klein並列國家聯盟史上單季第三多)
- 國家聯盟安打王(2000年)
- 國家聯盟最高上壘率(2000、2005、2007)
- 完全打擊(1999年6月19日)
- 漢克阿倫獎（2001年）

#### 洛磯隊隊史紀錄
- 出賽（2,247）
- 打數（7,962）
- 得分（1,401）
- 安打（2,519）
- 壘打（4,292）
- 二壘安打（592）
- 全壘打（369）
- 打點（1,406）
- 保送（1,335）
- 敬遠（185）

## 外部連結
- 球員資訊和成績在MLB ，ESPN ，Retrosheet ，Baseball Reference ，Baseball Reference (Minors) ，Fangraphs ，The Baseball Cube （英文）